# レアジョブ
株式会社レアジョブ（英: RareJob, Inc.）は、東京都渋谷区に本社を置き、オンライン英会話サービス事業を行う日本の企業。
Skypeを利用しオンラインでフィリピン人講師と英会話授業を受けられるサービス「レアジョブ英会話」を提供している。Skype利用のオンライン英会話サービスの個人会員数では最大手で、累計会員数は約15万人。法人向けのサービスも手掛けており、導入実績は2021年3月現在、3,100社にのぼる。

## 概要
開成中学校・高等学校時代からの友人である、加藤智久と中村岳が中心となり起業、2007年11月に、Skypeを利用したオンライン英会話サービスを開始した。
講師はフィリピン大学在籍、出身者を中心とした約3000人。フィリピン国内の講師自宅から教えることを認めており、フィリピン全土から講師を募るノウハウを構築した。
当初は受講可能時間帯が限られていたが徐々に拡大し、2013年1月からは毎日朝6時から深夜1時（日本標準時）まで受講可能とした。
当社のビジョンとしては「日本人1000万人が英語を話せるようにする」を標榜しているが、2013年から2016年までに、60万人規模の会員数を目指している。
英会話サービスを手がける以前に、中国語会話サービスを試みたが、ニーズがないとして撤退した。

## 不正アクセス事故
2012年2月20日に外部から同社の不正アクセスがあり、当時の受講者だけでなく、無料体験登録者、退会者を含めた累計登録者約11万人の個人情報が流出した可能性がある事故が発生した。
同年5月10日の不正アクセスで発覚した当初は、有害サイトへの誘導スクリプトを埋め込む改ざんであるとみられたため、5月10日から11日にかけてサービスを停止して改ざんを修正し再開された。その後調査を進めたところ同年2月20日をはじめとして過去3回不正アクセスが行われたことが判明し、5月13日にすべてのサービスが停止された。停止期間は1週間から10日程度とされていたが、調査対応に伴い停止期間が延長され、6月4日に再開した。氏名、生年月日、メールアドレス、登録Skype名やレッスン受講履歴（講師が記録したレッスン内容も含む）、暗号化されていない平文のパスワードなどが外部から閲覧可能となっていたという。決済情報は保有しておらず、また2次被害の報告もなかった。

## 沿革
- 2007年10月 - 設立。Skypeを利用したオンライン英会話サービスを開始[14]
- 2011年5月 - KDDI株式会社と業務提携[15]
- 2013年
  - 1月 - 受講可能時間帯を毎日朝6時から深夜1時までに拡大
  - 2月 - 累計登録者数15万人
- 2014年6月 - 東京証券取引所マザーズ上場
- 2015年8月 - 三井物産株式会社と資本業務提携。同社が「その他の関係会社」となる[16]。
- 2020年11月 - 東京証券取引所第一部に市場変更
- 2022年4月 - 東京証券取引所プライム市場に市場変更
- 2023年10月 - 東京証券取引所スタンダード市場に市場変更